# St. Nikolaus (Fürnheim)

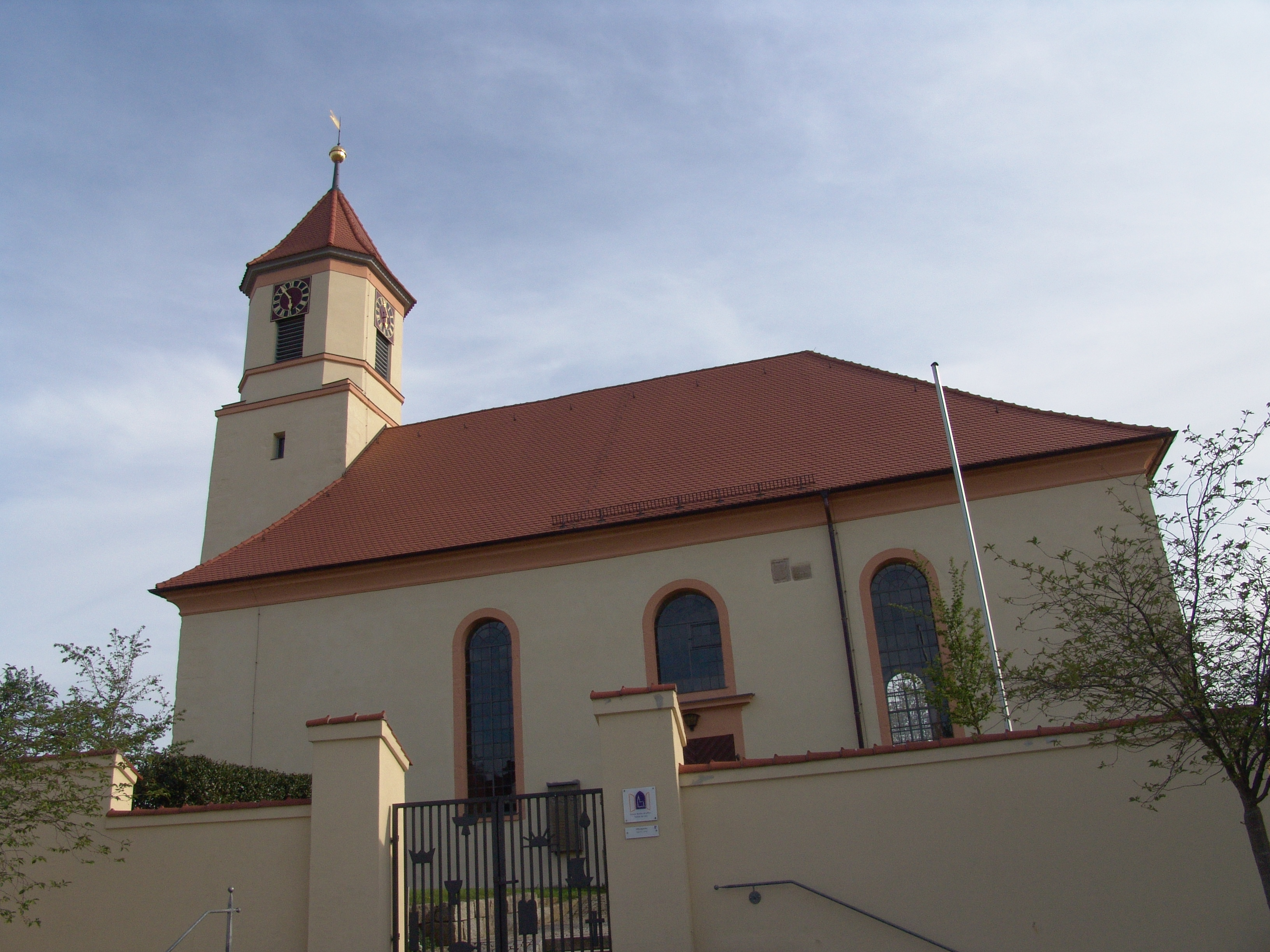
St. Nikolaus (Fürnheim)

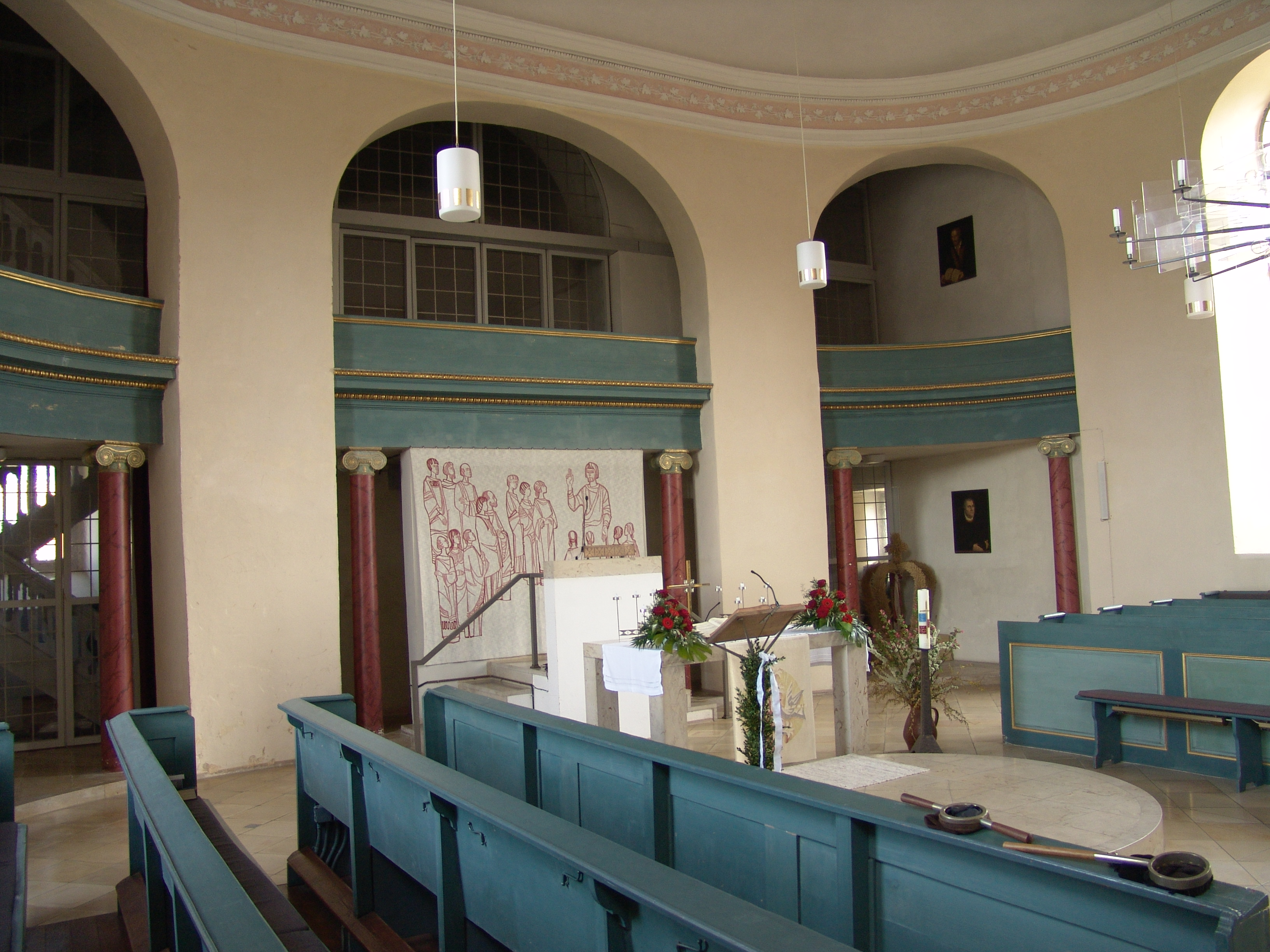
Innenraum

Die evangelische, denkmalgeschützte Pfarrkirche St. Nikolaus steht in Fürnheim, einem Gemeindeteil der Stadt Wassertrüdingen im Landkreis Ansbach (Mittelfranken, Bayern). Das Bauwerk ist unter der Denkmalnummer D-5-71-214-78 als Baudenkmal in der Bayerischen Denkmalliste eingetragen. Die Kirchengemeinde gehört zum Evangelisch-Lutherischen Dekanat Wassertrüdingen im Kirchenkreis Ansbach-Würzburg der Evangelisch-Lutherischen Kirche in Bayern.

## Beschreibung
An den spätgotischen Chorturm auf quadratischem Grundriss wurde 1817/20 ein klassizistisches Langhaus im Rundbogenstil nach Westen angebaut. Der Chorturm wurde dabei um ein achteckiges Geschoss aufgestockt, das die Turmuhr und den Glockenstuhl beherbergt, und mit einem achtseitigen Zeltdach bedeckt. Der Innenraum hat gerundete Ecken. Die Kirchenausstattung stammt aus der Bauzeit.